# Пивоварова Інеса Олександрівна
Інеса Олександрівна Пивоварова (Кисельова) (5 серпня 1939, Улан-Батор, Монголія) — російська та українська радянська баскетболістка. Чемпіонка Світу та Європи.

## Життєпис
Народилася 5 серпня 1939 року в місті Улан-Батор (Монголія). У 1977 році закінчила Київський інститут народного господарства імені Коротченка.
З 1955 року почала займатися баскетболом в ленінградському жіночому баскетбольному клубі СКА. У 1959 році стала капітаном юнацької збірної Ленінграда по баскетболу і брала участь в юнацькій спартакіаді.
У 1961 році вона була запрошена до жіночої збірної СРСР з баскетболу. У 1962 році в складі збірної стала переможницею чемпіонату Європи з баскетболу серед жінок, що проходив у французькому Мюлузі.
У 1963 році, вже як Інеса Пивоварова, переїхала до Києва, де стала капітаном столичного «Динамо».
У 1965 році повернулася до збірної, в її складі посіла перше місце на літній Універсіаді в Будапешті (Угорщина). У 1967 році вона разом зі збірною виграла золоті медалі Чемпіонату світу з баскетболу серед жінок, що проходив в Чехословаччині.
У 1969 році Пивоварова закінчила спортивну кар'єру і відбула з чоловіком, який був направлений на викладацьку роботу в Камбоджійського політехнічного університету. Після державного перевороту 1970 року сім'я достроково повернулася до Києва.
У 1972—1976 рр. — перебувала разом з чоловіком у відрядження в Алжирі.
З 1977 по 1989 рр. — працювала в Комітеті з фізичної культури і спорту УРСР, інструктором міжнародного відділу.
У 1983 році — відвідувала Бірму зі збірною командою волейболістів.
У 1988—1991 рр. — разом з чоловіком Пивоваровим Валерієм Костянтиновичем перебувала у відрядженні в Алжирі.
З 1993 по 1998 рр. — чоловік Інеси Олександрівни Валерій Пивоваров був послом України в Гвінеї.
З 1998 року — вийшла на пенсію.